# България на летните олимпийски игри 1956
България се състезава на Летните олимпийски игри 1956 в Мелбърн, Австралия и Стокхолм, Швеция.

## Медалисти

### Злато
- Никола Станчев — борба, Свободен стил; средна категория

### Сребро
- Димитър Добрев — борба, класически стил, средна категория
- Петко Сираков — борба, класически стил лека, тежка категория
- Хюсеин Мехмедов —борба, свободен стил, тежка категория

### Бронз
- Стефан Божков, Тодор Диев, Георги Димитров, Милчо Горанов, Иван Колев, Никола Ковачев, Манол Манолов, Димитър Миланов, Георги Найденов, Панайот Панайотов, Кирил Ракаров, Гаврил Стоянов, Крум Янев и Йордан Йосифов — футбол